# Szczecinki przedtarczkowe
Szczecinki przedtarczkowe (łac. chaetae praescutellares) – rodzaj szczecinek występujący na tułowiu niektórych muchówek.
Szczecinki te występują tylko wtedy, gdy brak jest rozwiniętych szczecinek środkowych grzbietu i śródplecowych. Tworzą one poprzeczny rządek, położony przed tarczką.